# Reg Strikes Back
Reg Strikes Back é o vigésimo primeiro álbum de estúdio da cantor e compositor britânico Elton John, lançado em 1988.
Foi o seu álbum de retorno auto-proclamado, e sua maneira de lutar contra a má imprensa. O "Reg" em Reg Strikes Back refere-se ao nome de Elton John nascimento, Reginald Kenneth Dwight. Este é o último álbum que o baixista Dee Murray que aparecem. Ele morreu em 1992. As faixas "I Don't Wanna Go On With You Like That " e "A Word in Spanish" alcançou a posição # 2 e # 19 na Billboard Hot 100, respectivamente. Elton trouxe de volta o produtor Chris Thomas. Este é o primeiro álbum de estúdio a ser gravado e lançado após a cirurgia de Elton garganta do ano anterior.
Elton John não toca um piano de cauda neste álbum, então acabou substituindo-o por um Roland RD-1000 piano digital, um dos pilares da boa música de Elton. Elton, sempre usa um Yamaha DCFIIISPRO concerto de piano com MIDI de saída no palco e tem feito desde sua mudança para os pianos Yamaha, em 1993, sob a forma de rack do RD-1000, o MKS20, foi em seu rack, desde então, e sua brilhante, pianos expressiva e calorosa pianos elétricos fazem parte do som ao vivo de Elton para este dia.
Em 1988 a canção "I Don't Wanna Go On With You Like That" foi incluída na trilha sonora da novela "Bebê a Bordo", exibida pela TV Globo entre 1988/1989. Na trama escrita por Carlos Lombardi a canção foi tema do personagem Rico, interpretado por Guilherme Leme.
| Críticas profissionais                                                      | Críticas profissionais |
| Avaliações da crítica                                                       | Avaliações da crítica  |
| Fonte                                                                       | Avaliação              |
| --------------------------------------------------------------------------- | ---------------------- |
| Allmusic                                                                    | [ 2 ]                  |
| Rolling Stone                                                               | [ 3 ]                  |
| Esta tabela precisa de ser acompanhada por texto em prosa. Consulte o guia. |                        |

## Faixas

### Lado 1
1. "Town of Plenty" – 3:40
2. "A Word in Spanish" – 4:39
3. "Mona Lisas and Mad Hatters (Part Two)" – 4:12
4. "I Don't Wanna Go On With You Like That" – 3:58
5. "Japanese Hands" – 4:40

### Lado 2
1. "Goodbye Marlon Brando" – 3:30
2. "The Camera Never Lies" – 4:37
3. "Heavy Traffic" (Elton John, Taupin and Davey Johnstone) – 3:28
4. "Poor Cow" – 3:50
5. "Since God Invented Girls" – 4:39